# Rockys Messer
Rockys Messer ist ein deutscher Kriminalfilm aus dem Jahre 1966 von Joachim Mock.

## Handlung
Im Zentrum des Geschehens steht eine Gruppe krimineller Jugendlicher im heutigen (1966) Berlin (West). Als es zwischen einigen der Jungs zu einem Handgemenge kommt, wird einer von ihnen erstochen. Da dem Bandenmitglied Rocky das Messer gehört, geht der Richter davon aus, dass auch er zugestochen haben müsse und verurteilt den Jungen zu sechs Jahren Haft. Nach zwei Dritteln der Haftzeit, also vier Jahren, wird Rocky wegen guter Führung vorzeitig aus dem Gefängnis entlassen. Er weiß, dass er unschuldig ist, und so macht er sich augenblicklich auf die Suche nach dem wahren Täter. Für die ehemaligen Bandenmitglieder ist er damit zur Gefahr geworden, denn er weiß um ihre kriminelle Vergangenheit, aus der sich die meisten zwischenzeitlich gelöst haben, um eine „normale“, eine bürgerliche Existenz aufzubauen. Daher versuchen sie, ihn unschädlich zu machen und loszuwerden …

## Produktionsnotizen
Rockys Messer, gelegentlich auch versehen mit dem Untertitel Die Geschichte der Opel-Kapitän-Bande, war die mittlere von drei Kinofilmregien des Schauspielers Joachim Mock. Er drehte und produzierte das Werk 1966, am 2. März 1967 gelangte der Streifen in die deutschen Kinos.

## Kritik
Die Zeit urteilte, der Film sei „so ärgerlich, daß sich ein kritisches Wort über das Niveau des in Berlin spielenden Films erübrigt.“
Das Lexikon des Internationalen Films fand, der Film sei zwar „[g]ut gemeint, aber kolportagehaft, plump und den Klischees des Kriminalfilms näher als der anvisierten sozialen Wirklichkeit.“